# Chiasmocleis sapiranga
Espèce
Statut de conservation UICN

 DD  : Données insuffisantes
Chiasmocleis sapiranga est une espèce d'amphibiens de la famille des Microhylidae.

## Répartition
Cette espèce est endémique de l'État de Bahia au Brésil. Elle ne se rencontre que dans la réserve de Sapiranga située sur la municipalité de Mata de São João,.

## Description
Chiasmocleis sapiranga mesure de 19 à 21 mm pour les mâles et de 21 à 25 mm pour les femelles.

## Étymologie
Son nom d'espèce, sapiranga, lui a été donné en référence à sa localité-type, la réserve de Sapiranga.

## Publication originale
- Cruz, Caramaschi & Napoli, 2007 : A new species of Chiasmocleis (Anura, Microhylidae) from the Atlantic rain forest of northeastern Bahia, Brazil. South American Journal of Herpetology, vol. 2, no 1, p. 47-52 (texte intégral).